# Фітопланктон

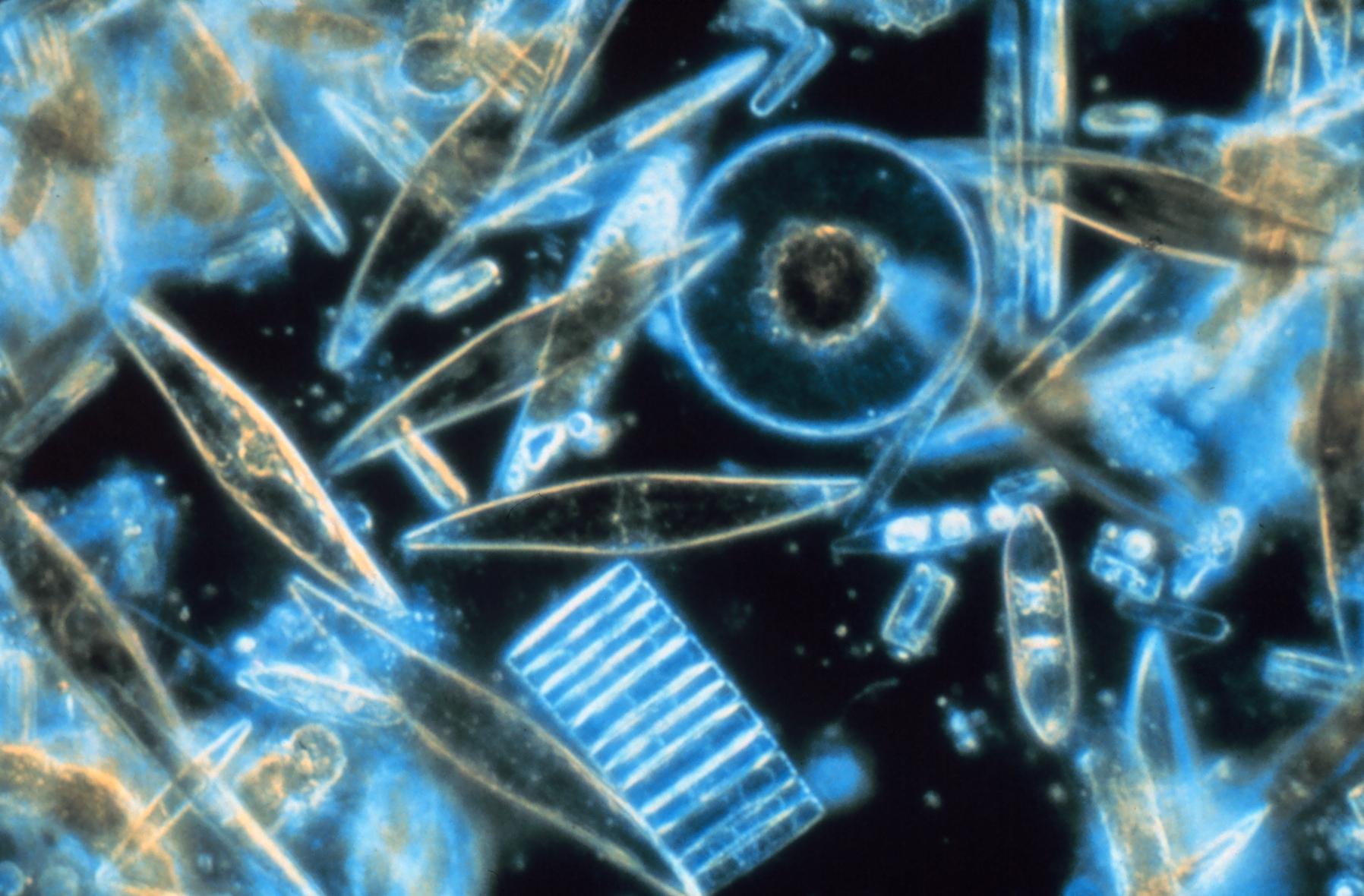
Деякі діатомові водорості фітопланктону

Фітопланкто́н (від грец. слів φυτον («phyton»), або «рослина», та πλαγκτος («planktos») — ширяючий) — частина планктону, що представлена рослинними організмами, що мають пристосування для ширяння у товщі водної маси.
Перш за все, це одноклітинні мікроскопічні водорості — представники відділів Cyanophyta, Bacillariophyta, Dinophyta та Chlorophyta. Разом із фітобентосом, представники фітопланктону є найголовнішими продуцентами у водоймі, асимілюючи сонячну радіацію та перетворюючи її у органічну речовину в процесі фотосинтезу. Від розвитку фітопланктону залежить продуктивність водойми в цілому. Також за показниками видового багатства та первинної продукції фітопланктону можна оцінити якість води у водоймі, та рівень її евтрофікації. При масовому розвитку певних водоростей можуть спостерігатись так звані «цвітіння». Наприклад, види роду Anabaena (Cyanophyta), при масовому розвитку викликають загибель риби.
Ріст фітопланктону у світовому океані та виникнення цвітінь пояснює декілька гіпотез. Одна з них — гіпотеза «критичних глибин», яку нещодавно спростували американські науковці. Ця гіпотеза, яку розробили 1953 року, ґрунтувалась на поясненні росту фітопланктону залежно від освітленості водного стовпа. Проте не враховувала виїдання фітопланктону зоопланктоном, що враховано новою гіпотезою, підтвердженою 9-річними супутниковими спостереженнями за виникненням та розповсюдженням цвітіння фітопланктону в океанічних водах.

## Масштаби азотфіксації в океані
Встановлено, що для всього Атлантичного океану біологічна фіксація азоту оцінюється в 14 Тг (1 террограмм (Тг) = 1012 г = мільйонів тонн) за рік, що дуже близько збіглося з результатами розрахунків, наведених іншими дослідниками, які користувалися тією ж методикою. Однак розрахунок, зроблений за даними, отриманим новим методом, дає для Атлантичного океану суттєво більшу величину, а саме — 24 Тг азоту на рік. Для акваторії всього Світового океану біологічна азотфіксація за рік оцінювалася раніше як 103 Тг азоту за рік, але зі введенням поправочних коефіцієнтів, отриманих в обговорюваній роботі, вона становить 177±8 Тг на рік.

## Див також
- Окислення вод Світового океану
- Наслідки глобального потепління
- Голоценове вимирання
- Синдром Кесслера
- фільм Racing Extinction[en]
- книга Шосте вимирання